# Una para el camino
"Una para el camino" también traducido como Uno para el camino y Un trago para el camino (One for the Road) es un relato corto de vampiros escrito por Stephen King, y publicado por primera vez en la revista Maine en 1977 y reeditada al año siguiente en el recopilatorio Night Shift. Fue incluido en la edición aniversario de El misterio de Salem's Lot del año 2005.
El título del relato procede de la expresión de uno de los protagonistas de tomarse un trago para el camino.

## Sinopsis
La historia es contada en primera persona por Booth, un anciano residente de una pequeña ciudad cerca de Jerusalem's Lot, Maine. La trama comienza un par de años después de los acontecimientos de El misterio de Salem's Lot. Booth cuenta lo que ocurrió una noche de invierno, cuando él y su amigo, el propietario de un bar llamado Herbert Tooklander (Tookey) intentaron rescatar a la familia de un viajero llamado Gerard Lumley, cuyo vehículo había quedado atascado en una fuerte nevada. Aunque al principio muy críticos con Lumley por conducir con semejante tiempo, ambos hombres quedan aterrorizados cuando se dan cuenta de que el vechículo de Lumley se encuentra cerca de Jerusalem's Lot. Los habitantes de las cercanías saben que Salem's Lot se ha convertido en un lugar terrible, pero de todas formas deciden acompañar a Lumley para rescatar a su familia. Sin embargo, apenas consiguen escapar de la mujer y la hija de Lumley, que han sido convertidas en vampiros. Booth termina su historia aconsejando que si alguna vez alguien se encuentra de viaje con Salem's Lot debería seguir conduciendo y no detenerse por ningún motivo.

## Conexión con otras obras de Stephen King
La historia es una secuela de El misterio de Salem's Lot y también está conectada con el relato Jerusalem's Lot, que es una precuela de ambos y también aparece en Night Shift Ambas historias aparecen recogidas en la edición aniversario de 2005 de El misterio de Salem's Lot.